# 부안군의 향토문화재
부안군의 향토문화재는 다음 각 호의 어느 하나에 해당하는 것을 말한다.
1. 「문화재보호법」및「전라북도지정문화재 보호조례」규정에 의거 지정되지 아니한 것으로서 향토의 역사적·예술적·학술적 가치가 큰 자료
2. 향토문화 자료로 보존할 가치가 있는 것
3. 향토문화.토속.풍속.신앙을 연구하는데 필요한 자료

## 지정 목록
| 번호 | 그림 | 명칭                       | 소재지                   | 소유자 (관리자) | 지정·해제일자         | 비고 |
| ---- | ---- | -------------------------- | ------------------------ | --------------- | --------------------- | ---- |
| 1호  |      | 상소산성(上蘇山城)         | 부안군 부안읍 동중리     |                 | 2021년 11월 10일 지정 |      |
| 2호  |      | 성황사 고법당 목조여래좌상 | 부안군 부안읍 동중리 401 | 성황사          | 2021년 11월 10일 지정 |      |
| 3호  |      | 내소사 부도전              | 부안군 진서면 석포리 268 | 내소사          | 2021년 11월 10일 지정 |      |

## 참고 문헌
- 부안군 홈페이지 - 고시/공고
- 부안군보